# Плутонийгаллий
Плутонийгаллий — бинарное неорганическое соединение, интерметаллид
плутония и галлия
с формулой GaPu,
кристаллы.

## Получение
- Сплавление стехиометрических количеств чистых веществ:

{\displaystyle {\mathsf {Pu+Ga\ {\xrightarrow {970^{o}C}}\ GaPu}}}

## Физические свойства
Плутонийгаллий образует кристаллы
тетрагональной сингонии,
пространственная группа I 4mm,
параметры ячейки a = 0,6641÷0,6666 нм, c = 0,8083÷0,7985 нм, Z = 8.
При температуре 570°С происходит переход в фазу
тетрагональной сингонии,
пространственная группа I 4/mmm,
параметры ячейки a = 0,331 нм, c = 0,403 нм, Z = 1
структура типа индия In
.
По другим данным
кубической сингонии,
пространственная группа I m3m,
параметры ячейки a = 0,353 нм, Z = 1
.
Соединение образуется по перитектической реакции при температуре 970 °C.

## Химические свойства
- Разлагается при нагревании:

{\displaystyle {\mathsf {2GaPu\ {\xrightarrow {>970^{o}C}}\ Ga_{2}Pu+Pu}}}